# Bryan Peterson
Bryan Fredrick Peterson (17. května 1952 Vancouver (Washington) – 5. dubna 2025) byl americký fotograf.

## Život a dílo
V době svého dospívání, mezi roky 1965 a 1970, kreslil a maloval. Chtěl se stát umělcem a používat plátno a barvu. V roce 1970 mu jeho starší bratr Bill, amatérský fotograf, půjčil fotoaparát s návrhem, aby ho vyzkoušel jako další formu uměleckého vyjádření. Bryan Peterson chtěl nejprve fotografii použít jako vodítko pro malování, avšak rychle změnil názor. Přestal malovat a fotografoval, nejprve černobíle a pak na barevné diapozitivy. Fotografování si zvolil jako své povolání a začal fotografovat svatby. Od roku 1983 působil jako komerční fotograf. Mezi jeho zákazníky se řadila významných společností, např. American Express, Citibank, Kodak, Phillips, UPS. Fotografoval také pro fotobanky Corbis a Getty.
V roce 1985 vyšla jeho první kniha fotografií Photographing Oregon with Professional Results s doprovodným textem, jak a kde byla každá fotografie pořízena. Kniha sklidila úspěch – během prvního roku se prodalo 10 000 výtisků.
Od roku 2003 se věnoval pořádání fotografických kurzů a workshopů a psaní dalších knih o fotografování, které byly přeloženy do několika jazyků včetně češtiny. Přispíval do časopisů Outdoor Photographer a Popular Photography and Imaging. Založil on-line fotografickou školu, kde také působil jako lektor. Jeho fotografie byly oceněny v soutěžích Communication Arts Photography a Print Magazine a rovněž získal prestižní cenu New York Art Directors Gold Award.

### Publikace
- 1984 – Photographing Oregon with Professional Results
- 1988 – Learning To See Creatively (Naučte se vidět kreativně)
- 1990 – Understanding Exposure: How to Shoot Great Photographs (Naučte se exponovat kreativně)
- 1991 – Germany[p 1]
- 1992 – Holland[p 2]
- 1993 – People in Focus: How to Photograph Anyone, Anywhere
- 2005 – Understanding Digital Photography (Naučte se fotografovat digitálně)
- 2006 – Beyond Portraiture: Creative People Photography (Portrét – Naučte se fotografovat kreativně)
- 2007 – Understanding Shutter Speed (Naučte se používat expoziční čas kreativně)
- 2009 – Understanding Close-Up Photography (Naučte se fotografovat detail kreativně)
- 2009 – Understanding Photography Field Guide (Naučte se fotografovat dobře)
- 2011 – Understanding Flash Photography (Naučte se fotografovat s bleskem kreativně)
- 2012 – Understanding Composition Field Guide (Naučte se fotografovat dobře – kompozice)
- 2012 – Exposure Solutions (Expozice – problémy a řešení)
- 2017 – Understanding Color in Photography (Naučte se používat barvu kreativně)[p 3]
- 2020 – Understanding Portrait Photography (Naučte se fotografovat portrét kreativně)
- 2021 – Bryan Peterson Photography School (Fotografická škola Bryana Petersona)
- 2022 – Understanding Street Photography (Naučte se fotografovat street fotografie)
- 2023 – Nudes (Naučte se fotografovat akt)